# Grote steatoda
De grote steatoda (Steatoda grossa) is een spin die behoort tot de kogelspinnen. Deze spin komt wereldwijd voor in huizen en tuinen. De spin verbergt zich meestal in een spleet.

## Kenmerken
Het mannetje ziet er aanzienlijk anders uit dan het vrouwtje. Het vrouwtje wordt 6,5 tot 10 mm groot, is donker gekleurd en heeft een bolvormig achterlijf. Typische kleuring varieert van paarsachtig bruin tot zwart, met lichtgekleurde markeringen. Het mannetje wordt 4 tot 6 mm groot en is dunner dan het vrouwtje. De grote steatoda is groter dan andere Steatoda-soorten. Hij wordt vaak verward met de zwarte weduwe, maar deze soort heeft geen rode zandloper op de buikzijde van het achterlijf en is doorgaans ook een stuk kleiner. 
Vrouwtjes kunnen tot zes jaar oud worden; de typische levensduur van de man is één tot anderhalf jaar. Mannetjes sterven vaak kort na het paren.

## Web
Hij maakt een driedimensionaal web voorzien van kriskras en vaak verticale draden met onderaan kleefstof tegen het grondoppervlak ("galgdraden").

## Eitjes
Een eierzak bevat doorgaans veertig tot honderd eieren en komt meestal binnen een maand na het leggen uit. 

## Beet
De beet is pijnlijk, maar heeft meestal geen langdurige effecten. Symptomen zijn onder meer blaarvorming op de plaats van de beet, spierspasmen, pijn, koorts, zweten en/of een algemene malaise die meerdere dagen kan aanhouden. Het antigifmiddel Latrodectus is effectief bij ernstige symptomen.